# Liste der Kunstwerke im öffentlichen Raum in Konz
Diese Seite gibt einen Überblick über die Kunst im öffentlichen Raum in Konz, also über die Skulpturen, Plastiken, Reliefs und ähnliche Kunstwerke, die im Stadtgebiet von Konz im öffentlichen zugänglichen Raum aufgestellt sind.
Bildstöcke und Bauwerke wie z. B. Kirchen und Museen werden, falls vorhanden, in den Artikeln der entsprechenden Bauwerke beschrieben und in der Liste der Kulturdenkmäler in Konz aufgeführt.
Die im Rahmen der Projekte „Steine am Fluss“ und „Skulpturen am Fluss“ entstandenen Kunstwerke werden aufgeführt, soweit sie sich im Gebiet der Stadt Konz befinden. Da Konz viele in Kreisverkehren aufgestellte Kunstwerke besitzt, werden diese in einer separaten Tabelle beschrieben.

## Kunst im Kreisverkehr
| Bezeichnung                                     | Standort                                                                     | errichtet | Künstler           | Anmerkungen | Bild       |
| ----------------------------------------------- | ---------------------------------------------------------------------------- | --------- | ------------------ | --- | ---------- |
| Sandstein mit Edelstahl (I)                     | Könen, Industriegebiet, auf dem Kreisel zwischen Norma und Edeka. (Standort) | 2000      | Isabelle Federkeil | Edelstahl, ca. 4 m hoch | ohne Titel |
| Sandstein mit Edelstahl (II)                    | Könen, Industriegebiet, auf dem Kreisel bei Norma. (Standort)                | 2000      | Isabelle Federkeil | Sandstein und Edelstahl. Die in sich gedrehte Figur symbolisiert den sie umkreisenden Verkehr. | ohne Titel |
| Blaue Säule                                     | Stadtmitte, Koksijder Platz. (Standort)                                      | 2000      | Harald Pompl       | Die Gestaltung des Kreisels orientiert sich an der römischen Vergangenheit. Die Säule besteht aus 5 Elementen, die mit ca. 5° Neigungswinkel aufeinander gesetzt sind. Ursprünglich von Innen, heute (2019) nur noch von außen beleuchtet.                              | ohne Titel |
| Der Kreisel                                     | Stadtmitte, Kreisverkehr am Rewemarkt (Standort)                             | etwa 2005 | Harald Pompl       | Skulptur aus Glasfaser und Edelstahl: Ein Kreisel auf dem Kreisel. Bezug auf ein Spielzeug, das schon die Römer kannten. Rotierende Dynamik durch die 12° starke Neigung der Figur.                                                                                     | ohne Titel |
| Kunst trifft Weinstock                          | Rolf-Robischon-Platz in Konz-Roscheid (Standort)                             | 2011      | Werner Bitzigeio   | Die Skulptur besteht aus 3000 Weinstöcken und entstand im Rahmen des Kultursommers Rheinland-Pfalz öffentlich während drei Wochen im Klostergarten in Konz. Im Januar 2021 wurde die Skulptur wegen Baufälligkeit abgebaut.                                             | ohne Titel |
| Roter Reifen (besser bekannt als Donat-Kreisel) | Stadtmitte, an der Saarbrücke. (Standort)                                    | 2005      | Harald Pompl       | Plastik aus Glasfaserkunststoff, unter dem Reifen befinden sich in Linie vier beim Saarausbau geborgene römische Steine einer Furt oder Brücke und einige moderne Steine aus Glasfaserkunststoff. Der Reifen in römischem Rot symbolisiert die Überquerung dieser Furt. | ohne Titel |
| Tänzerpaar                                      | an der B51 bei Möbel Martin(Standort)                                        | etwa 2008 | Karlheinz Oswald   | Bronzeplastiken zweier Tänzer auf 3 m hohen hellen Felsen aus einem nahe gelegenen Steinbruch. Im Frühjahr 2021 (vorübergehend?) auf Grund von Umbauarbeiten am Kreisverkehr abgebaut                                                                                   | ohne Titel |
| Der Würfel (auch Roscheider Würfel)             | unten an der Roscheider Straße bei Lidl(Standort)                            | etwa 2008 | Harald Pompl       | Plastik aus Glasfaserkunststoff; besteht aus 12 unterschiedlich gefärbten Bausteinen und symbolisiert deren Verdrehen in alle Richtungen. Steht auch für das individuelle Bauen in Konz-Roscheid.                                                                       | ohne Titel |

## SkulpturenwegeSteine am FlussundSkulpturen am Fluss
Auf dem Gebiet der Stadt Konz liegen 2 Objekte des Skulpturenwegs Steine am Fluss und 5 Objekte des Skulpturenwegs Skulpturen am Fluss
| Bezeichnung            | Standort                                                                                                  | errichtet | Künstler           | Anmerkungen | Bild                                     |
| ---------------------- | --- | --------- | ------------------ | --- | ---------------------------------------- |
| Archaische Spuren      | Der Stein steht am westlichen Saarufer ein paar Meter saaraufwärts von den Konzer Saarbrücken. (Standort) | 1999      | Isabelle Federkeil | Der Stein symbolisiert den Eingriff des Menschen in die Natur. Die Oberfläche des Steins ist unbearbeitet. Die tief eingehauenen Linien stehen für Verletzungen – archaische Spuren des menschlichen Bemühens um Veränderung. | Archaische Spuren                        |
| Sandstein              | An der Saarmündung (Westufer) (Standort)                                                                  | 1999      | Christoph Mancke   | Dreieckiger Stein, in dem man sitzen, stehen und zur Ruhe kommen kann. Entstanden im Rahmen des Bildhauersymposiums in Oberbillig 1999                                                                                        | Dreieckiger Sandstein an der Saarmündung |
| Brücke                 | Bei der Niedermenniger historischen Ölmühle (Standort)                                                    | 2007      | Thomas Link        | Achtzehn Steine erinnern an die Reste eines Ruinenfeldes, ein mächtiger Brückenstein liegt über einem Bachlauf. Entstanden im Rahmen des Bildhauersymposiums 2007 in Konz                                                     | Brücke                                   |
| Welle und Falte        | Südöstliche der Niedermenniger Ölmühle an dem Weg entlang des Mühlgrabens (Standort)                      | 2007      | Johannes Michler   | Die Skulptur weist auf die erdgeschichtlichen Bewegungen des Tälchens hin. Entstanden im Rahmen des Bildhauersymposiums 2007 in Konz                                                                                          | Welle und Falte                          |
| Rast                   | Auf der Anhöhe westliche des Konzer Tälchens etwa auf der Höhe von Obermennig (Standort)                  | 2007      | Eileen Mac Donagh  | Ragt als Wächter über das Tälchen mit seiner Wein- und Kulturlandschaft. Entstanden im Rahmen des Bildhauersymposiums 2007 in Konz                                                                                            | Sentry                                   |
| Brücke                 | An einer Wegkreuzung zwischen Obermennig und Krettnach(Standort)                                          | 2007      | Birgit Knappe      | Ein Stein geteilt und wieder zusammengefügt mit der Aufforderung dort etwas zu bleiben. Entstanden im Rahmen des Bildhauersymposiums 2007 in Konz                                                                             | Rast                                     |
| Hoher Dreher Sandstein | Am Saarufer in Konz-Könen (Standort)                                                                      | 2007      | Thomas Michler     | Der Stein ist so bearbeitet, dass Statik und Gewicht scheinbar aufgehoben erscheinen. Entstanden im Rahmen des Bildhauersymposiums 2007 in Konz                                                                               | Sandstein Hoher Dreher                   |

## Brunnen
| Bezeichnung                               | Standort                                                               | errichtet | Künstler             | Anmerkungen | Bild                                 |
| ----------------------------------------- | ---------------------------------------------------------------------- | --------- | -------------------- | --- | ------------------------------------ |
| Marktbrunnen                              | Im östlichen Teil des Marktplatzes (Standort)                          | ????      | ????                 | Hauptfontäne | Marktbrunnen                         |
| Brunnen im Freilichtmuseum Roscheider Hof | Eingangsbereich (Standort)                                             | 2002      | Roscheider Hof       | Im Biergarten des Freilichtmuseums | Brunnen Roscheiderhof                |
| Brunnen im Freilichtmuseum Roscheider Hof | Rosengarten (Standort)                                                 | ca. 1980  | Roscheider Hof       | Im Rosengarten des Freilichtmuseums | Brunnen Roscheiderhof im Rosengarten |
| Brunnen in Oberemmel                      | Maximinerplatz in Oberemmel (Standort)                                 | 2013      | Rosa Vollmuth        | 2012/2013 im Rahmen und mit Mitteln der Dorfsanierung bei der Neugestaltung des Maximinerplatzes aufgestellt | Brunnen Oberemmel                    |
| Berensborbrunnen und Statue St. Bernhard  | Am tiefsten Punkt der Straße Am Berensborn neben dem Menhir (Standort) | 1989      | Silvio Dell‘ Antonio | Brunnensäule mit Figur von St. Bernhard; Mönch und Abt Bernhard von Clairveaux (1090–1153). Die Darstellung mit dem Bienenkorb bezieht sich auf seine überzeugende, „wie Honig fließende Rede“                                        | St. Bernhard am Berensborn           |
| Konzer Doktorbrunnen                      | Wiltinger Straße Ecke Martinstraße(Standort)                           | 1984      | Willi Hahn           | Brunnenstele: Der Konzer Doktor ist das Wahrzeichen von Konz und geht auf den Konzer Pfarrer und Schulmann Georg Canaris (1740–1819) zurück. Neben ihm tummeln sich Sagengestalten, u. a. der Fotschelgeist und das Breesterfrauchen. | Der Konzer Doktor Georg Canaris      |

## Sakrale Kunstwerke
| Bezeichnung             | Standort                                         | errichtet    | Künstler | Anmerkungen                                                                                           | Bild                            |
| ----------------------- | ------------------------------------------------ | ------------ | -------- | --- | ------------------------------- |
| Kaiser Konstantin       | Martinstraße, auf dem Kirchenvorplatz (Standort) | 1810         |          | Statue Kaiser Konstantins                                                                             | Konstantin Statue               |
| Kreuztragender Christus | Roscheiderstraße; Flur Im Kelterberg (Standort)  | 1758         |          | Hochrelief; kreuztragender Christus                                                                   | Kreuztragender Christus         |
| Kriegerdenkmal          | Wiltinger Straße Ecke Martinstraße (Standort)    | 1920er Jahre |          | Kriegerdenkmal 1914/18, expressionistische Züge, Vermischung von christlichen und nationalen Symbolen | Kriegerdenkmal in Konz-Karthaus |

## Weitere Kunstwerke
| Bezeichnung                   | Standort                                                                                           | errichtet     | Künstler               | Anmerkungen | Bild                                                              |
| ----------------------------- | -------------------------------------------------------------------------------------------------- | ------------- | ---------------------- | --- | ----------------------------------------------------------------- |
| Das Ährenfeld                 | Auf der Roscheider Höhe in Nähe des Friedhofs (Standort)                                           | etwa 2000     | Harald Pompl           | Sechs Stäbe die eine Höhe von bis zu 16 Meter haben und in sechs leuchtenden Farben lackiert. Sie symbolisieren die Getreidefelder, die hier früher waren. | Ds Ährenfeld                                                      |
| Bewegte Schule                | Grundschule St. Johann, Konz-Karthaus, am Rand des Schulhofs der Grundschule St. Johann (Standort) | ????          | Max Bodzin             | Symbolisiert das Bewegte Schule-Konzept der Grundschule St. Johann. | Bewegte Schule                                                    |
| Blauer Hirsch                 | Am Luxemburger Damm, Nähe Kreisel an der B 51 (Standort)                                           | 2007          |                        | Der Blaue Hirsch war der Werbeträger und das Logo für die Europäische Kulturhauptstadt "Luxemburg und Großregion" 2007. Der Hirsch ist 1,83 Meter groß, wiegt rund 300 kg und wurde in Belgien von Arcelor produziert. | Der Blaue Hirsch am Möbel-Martin-Kreisel                          |
| Die Dicke Frau                | Schillerstraße gegenüber Xundheitszentrum (Standort)                                               | 1996          | Josef Lambertz         | In einer schwierigen persönlichen Situation entstanden | Dicke Frau                                                        |
| Drei Entsorgungsmale          | Unterhalb des Bahnhaltepunkts Kreuz-Konz (Standort)                                                | 1983          | Friedrich Gräsel       | Darstellung der drei Richtungen des Schwebens: aufwärts, abwärts und horizontal; ursprünglich an der Saar aufgestellt, wegen Hochwassergefahr an den heutigen Standort versetzt. | Drei Ensorgungsmale                                               |
| Kaiser Konstantins Fuß        | Marktplatz (Standort)                                                                              | 4. Jh. / 2007 |                        | Nachbildung eines überlebensgroßen Fußes des Kaisers Konstantin. Das zwei Meter lange und 1,80 Meter hohe Werk ist nach Angaben des Museums die weltweit exakteste Kopie des Originalfußes. Das Original des Fußes gehörte ebenso wie ein drei Meter hoher Kopf und einige kleinere Fragmente zu einer zwölf Meter hohen Sitzstatue des römischen Kaisers. Das Konzer Exemplar ist eines von insgesamt 8 identischen Objekten die im Rahmen der Konstantinausstellung 2007 als Werbemittel in Trier und darüber hinaus aufgestellt wurden. | Konstantin Statue                                                 |
| Konzer Doktorhut              | Links an der Auffahrt nach Konz-Roscheid am Konzer-Doktor-Weinberg (Standort)                      | 2018          | Harald Pompl           | Macht in den Stiftungsfarben rot-orange und blau auf die Konzer-Doktor-Bürgerstiftung aufmerksam, eine Stiftung, die der Förderung, Ausbildung und Integration junger Menschen dient. | Konzer Doktorhut                                                  |
| Kopfherzhand                  | Vor der Grundschule St. Johann in Konz-Karthaus (Standort)                                         | 2014          | Jürgen Waxweiler       | Visualisiert das Kopf-Herz-Hand-Prinzip des Pädagogen Johann Heinrich Pestalozzi. | Skulptur Kopf Herz Hand in Konz vor der Grundschule St. Johann    |
| Lichtkunst                    | In der Lessingstr. an der straßenseitigen Wand des Kauflandlagers, (Standort)                      | 1999          | Günter Dohr            | Ursprünglich farbige Neonröhren – 2018 durch andersfarbige LED-Röhren ersetzt | Lichtkunst von Günter Dohr                                        |
| Molekülmodell                 | Pausenhof der RealschulePlus, Hermann Reinholz Straße (Standort)                                   | ????          | Werner Müller aus Zerf | Veranschaulicht die Struktur eines Moleküls | Molekülmodell auf dem Schulhof der RealschulePlus                 |
| Sprayertunnel                 | Verbindet die beiden Teile der Konstantinstraße (Standort)                                         | 2011          |                        | Tunnel aus der Erbauungszeit der Eisenbahn; 2017/18 teilrenoviert. Seit 2011 im Rahmen eines Schulprojekts mit Graffiti geschmückt, die Stand 2019 aber nahezu alle übersprüht sind. | Eingang in den Sprayertunnel                                      |
| Weinbergschnecke              | Schiller-Arkaden nahe der Schillerstraße (Standort)                                                | 2000          | Liesel Metten          | Gehört zur Gruppe der Schnüffeltiere, steht aber getrennt in den Schillerarkaden. Die Figur hatte stand 2019 den rechten Fühler eingebüßt, der linke Fühler war angeknackst. | Skulptur der Weinbergschnecke in Konz                             |
| Wandfries                     | Ein Wandfries an der Schulturnhalle in Oberemmel (Standort)                                        | ????          | Karl Willems           | Stellt ..... dar | Sporthalle der Grundschule Oberemmel mit Fresken von Karl Willems |
| Silver Sun (auch Mondgott)    | In einem kleinen Park am östlichen Ortseingang von Konz-Karthaus (Standort)                        | 2003          | Max Bodzin             | 5 m hoch und 1 m breit. Edelstahl auf Steinsockel | Silver Sun                                                        |
| Divisa                        | An der Westecke des Klosters Karthaus (Standort)                                                   | 2012          | Dieter Balzer          | Es handelt sich um eine Trilogie von Dieter Balzer, die 2012 in den Trierer Viehmarktthermen gezeigt wurde. Die drei Bestandteile des Gesamtkunstwerks wurden nach der Ausstellung, als Dauerleihgabe der Kulturstiftung der Sparkasse Trier an das Städtenetz Konz-Trier-Schweich übergeben. Ein Teil der Arbeit steht in Trier am Moselufer, ein weiterer in Konz am Kloster Karthaus und ein letzter Teil in Schweich vor dem Bürgerzentrum                                                                                             | Städtenetz Konz-Trier-Schweich                                    |
| Wandgemälde                   | Ein Gemälde an der Bushaltestelle in Obermennig (in Richtung Konz) (Standort)                      | ????          | Karl Willems           | Stellt ..... dar | Gemälde von Karl Willems an der Bushaltestelle in Obermennig      |
| Fresken von Georg Meistermann | Heute u. a. Stadtbibliothek (Standort)                                                             | 1969          | Georg Meistermann      | Fresken von Georg Meistermann am ehemaligen Verwaltungsgebäude der Fa. Zettelmeyer (Architekt Egon Eiermann) | G. Meistermann Fresken                                            |